# Spread Your Wings
"Spread Your Wings" é uma canção da banda britânica de rock Queen, do seu álbum de 1977 News of the World. Foi lançada como lado A do single "Spread Your Wings" / "Sheer Heart Attack" em fevereiro de 1978. É uma balada de rock, escrita pelo baixista John Deacon. É executada por Deacon no baixo e violão, Freddie Mercury no piano e vocais, Brian May na guitarra e Roger Taylor na bateria.
A letra da canção descreve um jovem problemático chamado Sammy que trabalha no Emerald Bar, varrendo o chão. O narrador da canção encoraja Sammy a prosseguir os seus sonhos, dizendo-lhe que "abra suas asas e voe".

## Desempenho nas paradas
| Parada (1978)                  | Melhor posição |
| ------------------------------ | -------------- |
| Países Baixos (Dutch Top 40)   | 20             |
| Países Baixos (Single Top 100) | 26             |
| Reino Unido (UK Singles Chart) | 34             |

## Integrantes
- Freddie Mercury – vocais, piano
- Brian May – guitarra
- John Deacon – baixo, violão, composição
- Roger Taylor – bateria